# The Rare Ould Times
"The Rare Ould Times" er irsk folkesang skrevet af Pete St. John i 1970'erne til Dublin City Ramblers. Den omtales nogle gange som "Dublin in the Rare Ould Times", "The Rare Old Times" eller "The Rare Auld Times". 
Sangens fortæller, som kommer fra Pimlico, en arbejderklasse-bydel i Dublin Liberties, erindrer sin opvækst. Han beklager sig over, hvordan byen har ændret sig siden hans ungdom, og nævner tabet af Nelson's Pillar, Metropole ballroom, the "Royal" (Theatre Royal). Han bryder sig ikke om de "nye glasbure", de moderne kontorblokke og lejligheder, der bliver bygget langs kajen, og siger farvel til Anna Liffey (floden Liffey, der går gennem Dublin).
Sangen blev oprindeligt indspillet af Dublin City Ramblers. Den er siden blevet indspillet af adskillige kunstnere heriblandt The Dubliners, Irish Tenors, The High Kings og Flogging Molly. Danny Doyles indspilning nåede førstepladsen på Irish Singles Chart i 1978.
"The Rare Ould Times" er stadig populær i Irland, særligt i Dublin. Den bliver også sunget af fanklubben for Dublin GAA.